# 埃茨海岸
埃茨海岸（英語：Eights Coast）位于西南极洲埃尔斯沃思地，北临别林斯高晋海，西接玛丽·伯德地的沃尔格林海岸，东接布莱恩海岸，范围在西经85°至西经102°之间，绵延500公里。沿岸有阿伯特冰架，冰架内有瑟斯顿岛等岛屿。海岸得名于1829年至1930年第一位考察南极洲的美国地质学家詹姆斯·埃茨。